# Nignan Corneille
Nignan Corneille – burkiński piłkarz grający na pozycji napastnika. W swojej karierze grał w reprezentacji Górnej Wolty.

## Kariera reprezentacyjna
W 1978 roku Corneille został powołany do reprezentacji Górnej Wolty na Puchar Narodów Afryki 1978. W tym turnieju zagrał w dwóch meczach grupowych: z Zambią (0:2) i z Ghaną (0:3).